# Der Untergang der Titanic
Der Untergang der Titanic (Originaltitel: Titanic) ist ein US-amerikanisches Filmdrama des Regisseurs Jean Negulesco aus dem Jahr 1953 mit Clifton Webb, Barbara Stanwyck und Robert Wagner in den Hauptrollen. Der Film erzählt vom Untergang des britischen Luxusliners Titanic am 15. April 1912.
Im Vordergrund steht jedoch die Geschichte um die Eheprobleme der fiktiven Familie Sturges.

## Handlung
Julia Sturges, in deren Ehe es schon lange nicht mehr stimmt, will ihren Mann Richard verlassen. Deshalb schifft sie sich gemeinsam mit ihrer Tochter Annette und ihrem Sohn Norman auf der Titanic ein, deren Jungfernfahrt nach New York City bevorsteht. Richard kann ihr nachreisen und im letzten Moment von einer armen Auswandererfamilie ein Ticket für die Titanic erstehen. Obwohl Julia und Richard während der Schiffsreise versuchen, ihre ehelichen Probleme vor den Kindern herunterzuspielen, eskaliert die Situation immer mehr.
Annette verliebt sich unstandesgemäß in den aus ärmlichen Verhältnissen stammenden Gifford Rogers, der ihr den Hof macht.
Richard muss erfahren, dass Norman, der sein ganzer Stolz ist, nicht sein leiblicher Sohn ist, sondern aus einer außerehelichen Beziehung Julias stammt. Er fühlt sich in seiner Ehre verletzt und lässt das den Jungen auch spüren.
Die Familie wird auf eine harte Probe gestellt, als die Titanic einen Eisberg rammt und dem Untergang geweiht ist.
Julia, Annette und Norman gelingt es, einen Platz in einem der raren Rettungsboote zu erhalten. Richard muss wie alle Männer an Bord bleiben und wartet an Deck auf das Ende. Doch aus Liebe zu seinem vermeintlichen Vater verlässt Norman in letzter Sekunde unbemerkt das Rettungsboot, um mit ihm und dem Schiff „wie ein Mann“ unterzugehen.

## Hintergrund
Ursprünglich sollte Der Untergang der Titanic bereits 1940 unter der Regie von Alfred Hitchcock verfilmt werden. Das Projekt wurde aber nicht realisiert, denn Hitchcock zeigte wenig Interesse für einen Film mit einem voraussehbaren Ausgang, stattdessen drehte er 1940 Rebecca, und sein Produzent David O. Selznick, der sich für diesen Filmtitel bereits die Rechte sicherte, widmete sich und seine Mittel 1939 einem Großthema: Vom Winde verweht. Erst 1953 wurde der Film gedreht, allerdings übernahm Jean Negulesco die Regie.
Bei den Trickaufnahmen des Films kam ein 6,5 Meter langes Modell der Titanic zum Einsatz.

## Kritik
„Melodramatischer Film über den spektakulären Untergang des für unsinkbar gehaltenen britischen Schiffs Titanic, das 1912 bei einer Rekordfahrt über den Atlantik mit einem Eisberg kollidierte. Er konzentriert sich vor allem auf persönliche Schicksale und Tragödien einiger Passagiere und Besatzungsmitglieder. Anerkennenswert als solide inszeniertes psychologisches Drama – kein früher Katastrophenfilm.“

## Auszeichnungen
Die Drehbuchautoren Charles Brackett, Richard L. Breen und Walter Reisch erhielten 1954 einen Oscar für das beste Originaldrehbuch. Zudem waren Lyle R. Wheeler, Maurice Ransford und Stuart A. Reiss in der Kategorie Bestes Szenenbild nominiert.